# Anabarhynchus collessi
Anabarhynchus collessi är en tvåvingeart som beskrevs av Lyneborg 2001. Anabarhynchus collessi ingår i släktet Anabarhynchus och familjen stilettflugor. Inga underarter finns listade i Catalogue of Life.